# Ruhe unsanft
Ruhe unsanft (Originaltitel Sleeping Murder: Miss Marple’s Last Case) ist der 66. Kriminalroman von Agatha Christie. Er erschien im Oktober 1976 im Vereinigten Königreich im Collins Crime Club und in den USA bei Dodd, Mead and Company später im selben Jahr. Die deutsche Erstausgabe wurde 1977 vom Scherz Verlag (Bern, München) mit der bis heute verwendeten Übersetzung von Eva Schönfeld veröffentlicht.
Es ist in der Reihenfolge der Veröffentlichung der zwölfte und letzte Miss-Marple-Fall. Siehe Publikationsgeschichte.

## Handlung
Gwenda Reed (geborene Halliday), eine junge Frau Anfang zwanzig, kehrt aus Übersee nach England zurück. Als sie zwei war, wurde sie von ihrem Vater nach dem Tod ihrer Mutter von Indien nach Neuseeland gebracht, wo sie bei Verwandten aufwuchs.
Nun ist sie frisch mit Giles Reed verheiratet, der ihr bald nach England folgen wird, und sucht ein Haus. In Dillmouth findet sie ein altes Haus, das ihr sehr gut gefällt, und kauft es. Sie zieht ein und glaubt bald, dass irgendetwas mit dem Haus nicht stimmt. So läuft sie immer an eine Wand, da sie denkt, dort müsste eine Tür sein. Auch meint sie, eine Gartentreppe müsse an einer anderen Stelle sein, und in ihrem Schlafzimmer imaginiert sie eine ganz bestimmte Tapete. Im Lauf der Renovierungsarbeiten stellt sich heraus, dass Gwendas Vorstellungen einem früheren Zustand des Hauses entsprechen. Sie meint nun, Gespenster zu sehen, und fürchtet, verrückt zu werden.
Um auf andere Gedanken zu kommen, nimmt sie eine Einladung zu Raymond West, dem Neffen von Miss Marple, nach London an. Miss Marples Interesse wird geweckt, als bei einem gemeinsamen Theaterbesuch Gwenda so sehr über eine Mordszene erschrickt, dass sie die Aufführung verlassen muss. Sie hatte, ausgelöst durch eine bestimmte Textstelle im Stück, vor sich eine Szene gesehen, in der eine erwürgte Frau namens Helen am Fuß einer Treppe liegt – und die Hand des Mörders als eine behaarte Pratze. Sie kann sich jedoch an keine Frau namens Helen erinnern. Es stellt sich heraus, dass Gwenda als Kind bereits in dem Haus in Dillmouth gelebt hatte, nachdem ihr Vater sie aus Indien zurück nach England gebracht hatte.
Mit Unterstützung von Miss Marple finden Gwenda und Giles heraus, dass Helen die zweite Frau ihres Vaters war, die er auf der Rückreise von Indien kennengelernt hatte. Das Ehepaar schaltet eine Anzeige in einer Zeitung, woraufhin sich der Halbbruder Helens, Dr. Kennedy, der früher Arzt in Dillmouth war, bei ihnen meldet. Er berichtet, dass Helen eines Tages ohne Erklärung verschwunden sei und dass Gwendas Vater Kelvin Halliday glaubte, seine Frau umgebracht zu haben. Er, Kennedy, sei jedoch sicher, dass dies eine Einbildung war. Man habe keine Leiche im Haus vorgefunden, wie Halliday das behauptet hatte, überdies habe er später aus dem Ausland Briefe von Helen erhalten. Es ist die Rede davon, dass die Beziehung zu einem anderen Mann hinter Helens Verschwinden stecke. Halliday schickt schließlich seine Tochter zu Verwandten in Neuseeland und weist sich in ein Sanatorium ein, wo er zwei Jahre später stirbt, durch Selbstmord, wie man später erfährt.
Gwenda und Giles untersuchen mit Miss Marples Hilfe die Hintergründe Helens und erhalten so Kontakt mit Helens ehemaligen Freunden und Bekannten.
Unterdessen ist eine weitere Zeugin aufgetaucht, die früher im Haushalt der Familie Halliday arbeitete und etwas über die Ereignisse am fraglichen Tag wissen will. Sie nimmt Kontakt zu Dr. Kennedy auf und will sich mit ihm treffen, wird jedoch auf dem Weg zu ihm ermordet.
Das Ehepaar Reed realisiert zunehmend die ihnen drohende Gefahr, als ihre Hausangestellte an vergiftetem Brandy beinahe stirbt. Unterdessen wird Helens Leiche auf einen Tipp von Miss Marple bei der versetzten Treppe gefunden.
Als Dr. Kennedy später im Haus auftaucht, in dem Gwenda allein ist, erkennt sie ihn als Helens Mörder. Dr. Kennedy will Gwenda umbringen, von der eintreffenden Miss Marple wird dieser Versuch aber vereitelt.

## Personen und Orte
Personen
- Miss Jane Marple, Amateurdetektivin

in der Reihenfolge des Auftretens im Roman:
- Gwenda Reed, geborene Halliday, junge Neuseeländerin, frisch verheiratet und auf der Suche nach einem Haus
- Giles Reed, Ehemann von Gwenda Reed
- Mrs. Hengrave, Vorbesitzerin von Hillside House
- Mrs. Cocker, Haushaltshilfe von Gwenda Reed
- Mr. Foster, Gärtner der Reeds
- Raymond West, Cousin von Giles Reed und Neffe von Jane Marple
- Joan West, Ehefrau von Raymond West
- Alison Danby, Tante und später Pflegemutter von Gwenda Reed
- Dr. Haydock, Hausarzt und Freund von Miss Marple
- Colonel Bantry, Freund von Miss Marple
- Mrs. Bantry, Ehefrau von Colonel Bantry, vermittelt den Kontakt zum Ehepaar Saunders in Dillmouth
- Mrs. Saunders, Pensionswirtin von Miss Marple in Dillmouth
- Dr. James Kennedy, pensionierter Arzt und Halbbruder von Helen Spenlove Halliday
- Walter Fane, Anwalt in Dillmouth
- Dr. Penrose, Leiter des Sanatoriums Saltmarsh House
- Lily Kimble, geborene Abbott, ehemals Hausmädchen des Ehepaars Halliday
- Mr. Kimble, Ehemann von Lily Kimble
- Edith Pagett, ehemals Köchin des Ehepaars Halliday
- Léonie (Layonee), ehemals Schweizer Kindermädchen des Ehepaars Halliday
- Eleanor Fane, Mutter von Walter Fane
- Jackie Afflick, Inhaber eines Busunternehmens, ehemals Angestellter in der Kanzlei Fane
- Major Richard Erskine, ehemaliger Offizier, lebt mit seiner Frau in Northumberland
- Janet Erskine, Ehefrau von Richard Erskine
- Mr. Manning, Gärtner der Reeds, ehemals beschäftigt bei James Kennedy
- Inspector Last, Polizeibeamter
- Detective Inspector Primer, Polizeibeamter

zu Beginn des Romans Verstorbene:
- Major Kelvin James Halliday, Vater von Gwenda Reed
- Megan Halliday, Mutter von Gwenda Reed
- Helen Spenlove Halliday, geborene Kennedy, Stiefmutter von Gwenda Reed

Orte
- Dillmouth, kleine Stadt an der englischen Südküste
- Hillside, ehemals St. Catherine, Haus des Ehepaars Reed in Dillmouth
- Saltmarsh House, Sanatorium, in dem Kelvin Halliday seine letzten beiden Jahre verbrachte
- Anstell Manor, Familiensitz der Erskines in Northumberland

## Publikationsgeschichte
Der Roman wurde postum veröffentlicht, und obwohl es der letzte Roman ist, der von Agatha Christie veröffentlicht wurde, entstand er jedoch schon 1940 während des Zweiten Weltkrieges in einer Zeit, die man in London The Blitz nennt.
Agatha Christie hatte ihn gemeinsam mit Hercule Poirots letztem Fall (Vorhang) in den Tresor einer Bank gelegt, um für schlechte Zeiten vorzusorgen. Als sich 1975 andeutete, dass sie keine weiteren Romane mehr schreiben konnte (Christie war inzwischen 85 Jahre alt), gab sie Vorhang zur Veröffentlichung frei. Für das kommende Jahr bereitete sie die Veröffentlichung von Ruhe unsanft vor, sie starb aber am 10. Januar 1976.
Während Poirot in Vorhang alt und krank ist und am Ende sogar stirbt, deutet hier nichts darauf hin, dass es Miss Marples letzter Fall ist. In den anderen Romanen wird Miss Marple zunehmend älter, hier entspricht die Zeitstellung im Roman aber ungefähr der Zeit der Entstehung, also Ende der 1930er Jahre.
Als Titel des Romans war ursprünglich Murder in Retrospect vorgesehen, dieser Titel wurde aber 1941 für den Abdruck des Hercule-Poirot-Romans Five Little Pigs (deutsch als Das unvollendete Bildnis) in dem US-Magazin Collier’s Weekly und auch für die Buchausgabe des Romans bei Dodd Mead and Company verwendet. Als neuer Titel wurde daher Cover Her Face bestimmt, entsprechend dem im Buch an prominenter Stelle erscheinenden Zitat „Cover her face. Mine eyes dazzle, she died young …“ aus Die Herzogin von Malfi (Originaltitel The Duchess of Malfi), einer Tragödie von John Webster (1612/1613). Das Zitat, das Gwenda Reed im Theater in London hört, weckt bei ihr die Erinnerung an den Mord an ihrer Stiefmutter Helen und setzt die Mördersuche des Ehepaars in Gang. Es spielt am Ende des Romans noch einmal eine entscheidende Rolle, als Gwenda Reed den Mörder erkennt.
Bei Cover Her Face konnte es jedoch nicht bleiben, da P. D. James diesen Titel 1962 für ihren ersten Kriminalroman verwendete. Bei der Veröffentlichung wurde dann Sleeping Murder der Titel des Romans.

## Bezüge zu anderen Werken
- Im zehnten Kapitel ereignet sich eine Szene in einem Sanatorium, die so ähnlich auch in dem Roman Lauter reizende alte Damen vorkommt. Dort trägt sie jedoch maßgeblich zur Entwicklung der Handlung bei. In beiden Romanen trinkt eine ältere Dame in dieser Szene im Aufenthaltsraum des Sanatoriums ein Glas Milch und erzählt dabei etwas verworren von einem „armen Kind hinter dem Kamin“.

## Verfilmungen
Miss Marple (1987)
1987 wurde der Roman für die Fernsehserie der BBC Miss Marple verfilmt. Die Hauptrolle spielt Joan Hickson als Miss Marple.
Agatha Christie’s Marple (2006)
2006 wurde der Roman für die zweite Staffel der Fernsehserie Agatha Christie’s Marple verfilmt mit Geraldine McEwan als Miss Marple.
Kleine Morde (2012)
Ruhe unsanft ist der zehnte Teil der französischen Fernsehserie Kleine Morde. Die Kriminalfälle sind für die Serie in das Frankreich der 30er Jahre versetzt worden – darüber hinaus sind die handelnden Personen ausgetauscht worden. So ermittelt auch nicht Miss Marple, sondern der Superintendent Larosière gemeinsam mit dem jungen Inspektor Lampion.

## Ausgaben
- Erstausgabe: Sleeping Murder. Collins Crime Club, London 1976, ISBN 0-00-231785-0.
- US-Ausgabe: Sleeping Murder : Miss Marple’s Last Case. Dodd Mead and Company, New York 1976, ISBN 0-396-07373-5.
- Deutsche Erstübersetzung: Ruhe unsanft. Übersetzt von Eva Schönfeld. Scherz Verlag, Bern und München 1977, ISBN 3-502-10119-1. Neuausgabe: Atlantik, Hamburg 2015, ISBN 978-3-455-65031-0.
- Taschenbuch: Ruhe unsanft. Übersetzt von Eva Schönfeld. Fischer Taschenbuch-Verlag, Frankfurt am Main 2007, ISBN 978-3-596-17888-9.
- Hörbuch: Ruhe unsanft. 5 CDs. Ungekürzte Lesung. Sprecherin: Gabriele Blum. Regie: Hans Eckardt. Übersetzung von Eva Schönfeld. Verlag und Studio für Hörbuchproduktionen, Marburg/Lahn 2004. Neuausgabe als MP3: Der Hörverlag, München 2020, ISBN 978-3-8445-3872-4.
- E-Book: Ruhe unsanft. Übersetzt von Eva Schönfeld. Fischer E-Books, Frankfurt am Main 2013, ISBN 978-3-10-402166-9.